# Il volto segreto
Il volto segreto (Gizli Yüz) è un film del 1991 diretto da Ömer Kavur.